# Paul Scott
Paul Mark Scott (25 de marzo de 1920 en Middlesex – 1 de marzo de 1978, Londres) fue un escritor, poeta y dramaturgo británico, conocido por su tetralogía de el Cuarteto del Raj. Su novela Staying On ganó el premio Booker en 1977.

## Biografía
Paul Scott nació en Palmers Green, Middlesex en Reino Unido, el más joven de dos hermanos. Su padre, Thomas, quien falleció en 1958, era originario de Yorkshire, se mudó a Londres en los años veinte y fue un comerciante de arte especializado en pieles y lencería. 
Trabajó como contador, tomó clases de contabilidad por las tardes, y escribía poesía en su tiempo libre. Las dificultades económicas de su padre le ayudaron a entender la división social suburbana de Londres, así que cuando fue a la India tenía una familiaridad instintiva en la interacción de castas y clases en la colonia británica de aquella época. 
Sirvió al ejército de la India durante la Segunda Guerra Mundial. 
Al terminar la guerra, trabajó para varias editoriales, siendo agente de autores como Arthur C. Clarke o Muriel Spark.

## Novelas
- Johnnie Sahib (1952)
- Six Days in Marapore (1953)
- A Male Child (1956)
- The Mark of the Warrior (1958)
- The Chinese Love Pavilion (1960)
- The Birds of Paradise (1962)
- The Bender (1963)
- The Corrida at San Feliu (1964)
- Stay On (Permanecer (novela) (1977)
- Los rezagados (1984)

Cuarteto del Raj
- La Joya de la Corona (1966)[2]
- El día del escorpión (1968)
- Las torres del silencio (1971)
- Un reparto del botín (1975)[3]

Coda al cuarteto del Raj
- *Stay On (Permanecer (novela)]] (1977)